# Tsumcorita
La tsumcorita es un mineral de la clase de los minerales fosfatos, y dentro de esta pertenece al llamado “grupo de la tsumcorita”. Fue descubierta en 1971 en Tsumeb (Namibia), siendo nombrada así por el nombre de la empresa minera: TSUMeb CORporation. Un sinónimo es su clave: IMA1969-047.

## Características químicas
Es un arseniato hidratado de plomo y cinc. El grupo de la tsumcorita al que pertenece son fosfatos, arseniatos y similares con una complicada estructura cristalina.
Forma dos series de solución sólida, una de ellas con la helmutwinklerita -de composición parecida- y una segunda serie con la thometzekita (PbCu2+2(AsO4)2·2H2O), en la que se va sustituyendo el cinc por cobre. 
Además de los elementos de su fórmula, suele llevar como impureza hierro.

## Formación y yacimientos
Aparece como raro mineral secundario en la zona de oxidación asociada a yacimientos de minerales arsenatos y carbonatos, en depósitos hidrotermales de plomo y cinc.
Suele encontrarse asociado a otros minerales como: willemita, smithsonita, mimetita, escorodita, anglesita, arseniosiderita, beaverita, beudantita, carminita, ludlockita, o'danielita, cincroselita, stranskiíta, leiteíta, adamita, goethita o cuarzo.